# 三點海豬魚
三點海豬魚，為輻鰭魚綱鱸形目隆頭魚亞目隆頭魚科的其中一種，分布於西印度洋區，從南非索德瓦納灣至馬爾地夫海域，棲息深度15-56公尺，體長可達9.5公分，棲息在臨海礁石、潟湖，生活習性不明。

## 擴展閱讀
維基物種上的相關：三點海豬魚